# East Olympia
East Olympia je nezačleněná obec v okrese Thurston v americkém státě Washington. Nachází se 10 km jihovýchodně od hlavního města státu, Olympie. Dříve se zde nacházela železniční stanice Amtrak obsluhující celou Olympii a přilehlé části, v roce 1994 byla ale přestěhována do Lacey.